# 27 de març
El 27 de març és el vuitanta-sisè dia de l'any del calendari gregorià i el vuitanta-setè en els anys de traspàs. Queden 279 dies per a finalitzar l'any.

## Esdeveniments
Països Catalans
- 1715, Barcelona: el general austriacista Josep Moragues i Mas és executat.
- 1869, Barcelona: es publica el primer número de La Flaca, influent revista satírica i política.
- 1892, Manresa, Província de Barcelona: Últim dia de l'assemblea per debatre Bases de Manresa, origen incipient de la doctrina catalanista.
- 1994, Lliçà de Vall, Vallès Oriental: Maria Àngels Feliu és alliberada després d'un segrest de 492 dies.[1]
- 2004, Miami, la Florida, EUA: El Comitè Central de la Federació Internacional d'Esports de Patinatge (FIRS) accepta provisionalment com a membre la Federació Catalana; nogensmenys, el 25 de novembre del 2004, aquest mateix comitè no ratificarà aquest acord a Fresno (ciutat de Califòrnia).
- 2006, València: Les Corts Valencianes aproven el nou Estatut valencià.

Resta del món
- 1513, la Florida, ara els EUA: L'explorador Juan Ponce de León esdevé el primer europeu que atalaia les costes continentals d'Amèrica del Nord quan hi arriba cregut que és una altra illa.
- 1721, Madrid: Espanya signa amb França el Tractat de Madrid que posà fi a la Guerra de la Quàdruple Aliança.
- 1756, Rome (Nova York), EUA: l'exèrcit francès i els seus aliats indis ataquen als britànics en la batalla de Fort Bull durant la Guerra Franco-Índia i acaben incendiant i saquejant el fort.
- 1781: Pierre Méchain descobreix la Galàxia del Molinet.[2]
- 1802, Amiens: Es firma el Tractat d'Amiens, que posa fi a les Guerres Napoleòniques entre la Gran Bretanya i França.[3]
- 1814, Alabama, Estats Units: Andrew Jackson venç als Bastons Vermells en la Batalla de Horseshoe Bend i posa fi a la Guerra Creek.
- 1869, Madrid: Es publica la primera edició de la revista La Flaca.
- 1917, Montecarlo, Mònaco: estrena de La rondine (l'oreneta), òpera en tres actes de Giacomo Puccini sobre un llibret de Giuseppe Adami, al Grand Théâtre.
- 1918: la República de Moldàvia és annexionada al Regne de Romania, després de 2 mesos d'haver-se independitzat de l'Imperi Rus.
- 1933, Imperi Japonès: Japó deixa la Societat de Nacions.
- 1973, Hollywood, Califòrnia, EUA: Marlon Brando rebutja l'Oscar que li concedeix l'Acadèmia de les Arts i les Ciències Cinematogràfiques.
- 1977, Los Rodeos, Tenerife, illes Canàries: Dos Boeing 747 xoquen en una pista de l'aeroport i provoquen la mort de 583 persones.
- 1980: caiguda dels preus del mercat internacional de la plata aquest esdeveniment fou anomenat Dijous d'Argent.
- 1990, Miami, Florida, EUA: TV Martí hi comença a emetre propaganda anticastrista envers Cuba.
- 1996: surt a la venda el primer ordinador de butxaca Palm Pilot, amb el sistema operatiu Palm OS.

## Naixements
Països Catalans
- 1852 - Villena, Alt Vinalopó: Ruperto Chapí Lorente, compositor valencià de sarsuela.
- 1862 - Barcelona: Francesc Alió i Brea, compositor i pianista català.
- 1890 - València: Vicent Miguel Carceller, periodista, escriptor i director de la revista La Traca. (m. 1940).
- 1891 - Almassora, Plana Alta: Quitèria Hermínia Gómez Serra, cantant d'òpera valenciana (m. 1977).[4]
- 1909 - Barcelona: Rosa Maria Arquimbau, escriptora i periodista catalana (m. 1992).[5]
- 1929 - Ceret: Claire Maurier, actriu nord-catalana de teatre, el cinema i la televisió.[6]
- 1932 - Sa Casa Blanca, Palma: Guillem Rosselló, filòleg en semítiques i historiador mallorquí, expert en la Mallorca musulmana (m. 2024).
- 1941 - Santanyí: Antònia Vicens i Picornell, escriptora mallorquina autora de novel·les i reculls poètics.[7]
- 1949 - Barcelona: Anna Turbau, fotoperiodista catalana (m. 2025).
- 1950 - Barcelona: Núria de Dalmases, doctora en filosofia i lletres i catedràtica d'Història de l'art especialitzada en orfebreria medieval.[8]
- 1952 - El Campell, la Llitera, Franja de Ponent, Aragó: Josep Antoni Duran i Lleida, polític d'UDC.
- 1957 - Badajoz: Carme García i Suárez, política catalana d'origen extremeny, regidora, diputada i directora general de Memòria Democràtica[9]
- 1974 - Deià, Mallorca: Joan Horrach, ciclista.
- 1991 - Vilassar de Mar: Judit Neddermann, cantautora catalana.[10]
- 1992 - Lloret de Mar, la Selva: Marc Muniesa Martínez, futbolista català.

Resta del món
- 972, Orleans, França: Robert II de França, rei de França i duc de Borgonya.[11]
- 1306: Felip III Evreux comte d'Evreux i Rei de Navarra.
- 1416, Paola, Calàbria, Regne de Nàpols: Francesc de Paula, eremita i sant, fundador de l'Orde dels Mínims.[12]
- 1416, Florència, actual Itàlia: Antonio Squarcialupi conegut com a Antonio degli Organi, organista.[13]
- 1662, París: Maria Lluïsa d'Orleans, fou una princesa francesa de la Casa d'Orleans.
- 1724, Nova York: Jane Colden, primera científica botànica americana (m. 1766).[14]
- 1770, Altenburg: Sophie Mereau, escriptora romàntica alemanya (m. 1806).[15]
- 1825, Olevano di Lomellina: Luigi Luzzi, compositor italià.
- 1809, París, França: Georges Eugène Haussmann, polític francès[16]
- 1824, Caroline County: Virginia Minor, activista estatunidenca pel sufragi femení (m. 1894).[17]
- 1834, Comtat d'Antrim, Irlanda del Nord: John Ballance, primer ministre de Nova Zelanda de 1891 a 1893.(m. 1893)[18]
- 1845, Lennep, Regne de Prússia: Wilhelm Röntgen, físic alemany, descobridor de la radiació electromagnètica, Premi Nobel de Física de l'any 1901.[19]
- 1847, Königsberg, Prússia: Otto Wallach, químic alemany, Premi Nobel de Química en 1910.[20]
- 1854, Anvers, Bèlgica: Georges Eekhoud, escriptor.
- 1875:
  - Annecy, França: Cécile Vogt, neuròloga, contribuí a la recerca sobre el tàlem cerebral (m. 1962).[21]
  - Stuttgart: Alexander Eisenmann, músic alemany.
  - Urzhum, Vyatka, Rússia: Serguei Kírov, un dels primers líders bolxevics a la Unió Soviètica. (m. 1934).[22]
- 1883, Tallinn: Marie Under, poetessa estoniana, una de les figures més importants en la literatura d'aquest país (m. 1980).[23]
- 1886, Aquisgrà, Imperi Alemany: Ludwig Mies van der Rohe, arquitecte (m. 1969).
- 1894, Holmestrand: Christine Sagen Helgø, advocada i política noruega, alcaldessa de Stavanger.[24]
- 1899, Chicago, EUA: Gloria Swanson, actriu estatunidenca (m. 1983).[25]
- 1901, Tabuse, Yamaguchi, Japó: Eisaku Satō, polític japonès, Primer Ministre japonès (1964-1972), Premi Nobel de la Pau de l'any 1974.[26]
- 1912, Portsmouth, Anglaterra: James Callaghan, polític anglès, 70è Primer Ministre del Regne Unit. (m. 2005).[22]
- 1924, Newark: Sarah Vaughan, cantant nord-americana de jazz.[27]
- 1927:
  - Bakú, República Democràtica de l'Azerbaidjan: Mstislav Rostropóvitx, violoncel·lista d'origen soviètic, nacionalitzat estatunidenc considerat el millor de la seva generació. Premi Internacional Catalunya 1992. (m. 2007).[28]
  - Guarromán, Jaén, Miguel Picazo de Dios, cineasta espanyol, director, guionista i actor ocasional.[29]
- 1934, Berlín: Jutta Limbach, jurista i política alemanya (m. 2016).[30]
- 1937, Donostia: Lourdes Iriondo Mujika, cantant i escriptora en basc, referent de la cançó d'autor basca de meitat del segle xx (m. 2005).[31]
- 1942, Cambridge, Anglaterra: John Edward Sulston, químic britànic, Premi Nobel de Medicina o Fisiologia de l'any 2002.[32]
- 1950, Detroit, Michigan, EUA: Maria Ewing, cantant d'òpera estatunidenca, soprano i mezzosoprano.[33]
- 1952, París: Maria Schneider, actriu francesa.[34]
- 1955, Sant Jaume de Galícia, Galícia: Mariano Rajoy Brey, polític espanyol.
- 1961, Bermeo: Izaskun Bilbao, política nacionalista basca, llicenciada en Dret.[35]
- 1963:
  - Knoxville (Tennessee), Estats Units: Quentin Tarantino, director de cinema i escriptor.[36]
  - Santa Rosa, Rio Grande do Sul, Brasil: Xuxa, actriu i cantant brasilera.[37]
- 1968, Holmestrand: Christine Sagen Helgø, advocada i política noruega, alcaldessa de Stavanger des de 2011.[24]
- 1969, Huntington, Nova York: Mariah Carey, cantant de pop i R&B, compositora, productora musical i actriu estatunidenca.[38]
- 1970, Los Angeles, Califòrnia, Estats Units: Elizabeth Mitchell actriu estatunidenca.
- 1975, Whittier (Califòrnia), EUA: Fergie, cantant i actriu estatunidenca.
- 1976, Ploieştu: Roberta Anastase, política romanesa, primera dona a ser presidenta de la Cambra de diputats de Romania.[39]
- 1995, Bayamón, Puerto Rico: Villano Antillano, cantant urbana porto-riquenya.

## Necrològiques
Països Catalans
- 1715 - Barcelona: Josep Moragues, general català, decapitat pels filipistes com a represàlia de la seva participació en la guerra de Successió; durant 12 anys el seu cap estigué en una gàbia de ferro penjada al Portal de Mar de Barcelona.
- 1876 - Barcelona: Francesc Xavier Parcerisa i Boada, dibuixant, pintor i litògraf romàntic català.
- 1935 - Barcelona: Francesc Moragas i Barret, advocat i economista català.
- 1942 - Arcueil, França: Juli González i Pellicer, pintor i escultor català.
- 1987 - Barcelona: Frederic Escofet, polític i militar català.
- 1993 - València: Vicent Andrés i Estellés, poeta i periodista valencià.
- 1996 - Barcelona: Carme Soriano i Tresserra, nedadora catalana, molt popular a la dècada dels anys trenta (n. 1917).[40]
- 2005 - Barcelona: Elvira Farreras i Valentí, escriptora catalana, dedicada a la poesia i l'assaig.[41]
- 2012 - Barcelona: Lluïsa Granero i Sierra, escultora catalana (n. 1924).[42]

Resta del món
- 916: Alduí I d'Angulema, comte d'Angulema.
- 1184: Jordi III de Geòrgia, rei de Geòrgia del 1156 al 1184.
- 1223, Mirepoix, França: Ramon Roger I de Foix, comte de Foix.
- 1378, Roma: Gregori XI, setè i últim Papa del pontificat d'Avinyó.
- 1482, Bruges: Maria de Borgonya, Duquessa de Borgonya, Brabant i Limburg, Comtessa de Flandes, i Holanda.
- 1615, París: Margarida de Valois, princesa de França i reina de Navarra i de França.[43]
- 1625, Castell d'Edimburg, Edimburg: Jaume I d'Anglaterra i VI d'Escòcia, Rei d'Escòcia i Rei d'Anglaterra.[44]
- 1757, Mannheim, Alemanya: Johann Stamitz, compositor, violinista i director d'orquestra txec.[45]
- 1770, Madrid, Espanya: Giovanni Battista Tiepolo, pintor italià.[46]
- 1936, Amsterdam: Christine Buisman, botànica i micòloga neerlandesa dedicada a les malalties de l'om (n. 1900).[47]
- 1960, Madrid, Espanya: Gregorio Marañón y Posadillo, metge, escriptor i polític espanyol.
- 1967, Praga, Txecoslovàquia: Jaroslav Heyrovský, químic txec, Premi Nobel de Química de l'any 1959.
- 1968, Novossiólovo, RSFS de Rússia, Unió Soviètica: Iuri Gagarin, cosmonauta soviètic. Primer humà a l'espai.[48]
- 1972, Laren, Països Baixos: Maurits Cornelis Escher, artista neerlandès.[49]
- 1975, Neuilly-sur-Seine: Yvonne Boachon-Joffre, escriptora i novel·lista nord-catalana.[50]
- 1977, Avinyó (França): Louise Noëlle Malclès, bibliògrafa francesa.[51]
- 1981, Pequín, Xina: Mao Dun, periodista, crític literari, polític i escriptor xinès.[52]
- 1999, Madridː Ernestina de Champourcín, poetessa espanyola de la Generació del 27.[53]
- 2002, Hollywood, Califòrnia, EUA: Billy Wilder, director de cine.[54]
- 2005:
  - Madrid, Espanya: Fernando Jiménez del Oso, psiquiatre i parapsicòleg espanyol.
  - Ringmer, East Sussex, Anglaterra: James Callaghan, polític anglès, 70è Primer Ministre del Regne Unit.[22]
- 2011, San José, Califòrnia, Estats Units: Farley Granger, actor estatunidenc.[55]
- 2012, Santa Cruz, Califòrnia, EUA: Adrienne Rich, poeta, intel·lectual, crítica i activista lesbiana estatunidenca.[56]
- 2015, Estocolm, Suècia: Tomas Tranströmer, escriptor, poeta i traductor suec, Premi Nobel de Literatura 2011.
- 2018, París: Stéphane Audran, actriu francesa (n. 1932).[57]

## Festes i commemoracions
- Dia Mundial del Teatre
- Onomàstica: sants Gelasi d'Armagh, abat i bisbe; Joan de Licòpolis, eremita; Rupert de Salzburg, patró de Baviera; Filet i Lídia, esposos, i Macedoni, Teoprepi, Crònidas i Amfiloqui màrtirs a Il·líria; Amador de Guarda, eremita.